# Longwood (Irlanda)
Longwood (in irlandese: Maigh Dearmhaí) è un villaggio nella contea di Meath, in Irlanda.